# Batalla de Malplaquet
La batalla de Malplaquet se libró el 11 de septiembre de 1709 en el marco de la guerra de sucesión española, en la actual población de Taisnières-sur-Hon. Tropas de Francia fueron vencidas por las de la Alianza —compuesta por Austria, Inglaterra y Holanda— al mando del Duque de Marlborough y el Príncipe Eugenio de Saboya.

## Antecedentes
En junio de 1709, el ejército de la Alianza —90 000 hombres y 120 cañones a las órdenes del Duque de Marlborough y el Príncipe Eugenio de Saboya— inició la campaña en Flandes con el asedio de Tournai. La ciudad cayó en julio y la ciudadela se rindió el 3 de septiembre.
Entre tanto el ejército francés, mandado por Claude Louis Hector de Villars, esperaba la llegada de refuerzos procedentes del Rin y de España, pues era inferior al de la Alianza por contar 80 000 y 90 cañones nada más. No obstante, Villars se vio obligado a presentar batalla en campo abierto para no perder la plaza de Mons. Primeramente, los franceses intentaron atacar a los aliados durante la marcha, pero el Duque de Marlborough se apercibió a tiempo de la maniobra y mandó que su ejército se detuviera. Acto seguido los franceses empezaron a construir tres líneas consecutivas de atrincheramientos en los bosques de Sars y Lanière. Si bien el Duque de Marlborough concentró desde lejos el fuego de su artillería sobre esta zona, no pudo impedir que los franceses prosiguieran fortificándose.

## La batalla
A las 8 de la mañana del 11 de septiembre, el ala derecha del Príncipe Eugenio, que constaba de soldados imperiales, daneses y sajones, avanzó para atacar por el flanco, sin lograr éxito. La infantería prusiana y holandesa, al mando del Príncipe de Orange y el barón Nagel, encontró asimismo una enconada resistencia francesa por el flanco izquierdo. 
Después de que fueran rechazados dos ataques, el Príncipe Eugenio dirigió personalmente el tercero. Sus tropas rompieron las líneas francesas y las expulsaron del bosque de Sars. Comoquiera que el Príncipe de Orange también consiguiera avanzar, Villars contraatacó inmediatamente y restableció sus líneas en el bosque de Lanière. 
El Duque de Marlborough se presentó entonces con tropas de refresco de infantería, apoyadas por caballería. A las 2 de la tarde cedieron los franceses. Villars recibió una herida grave en la pierna, siendo sacado en andas del campo de batalla, y fue sustituido por el Mariscal de Boufflers. El Príncipe heredero de Hesse-Kassel irrumpió con sus jinetes por el flanco izquierdo. Un sangriento combate de caballería se produjo igualmente en el ala derecha, saliendo vencedores los aliados gracias a su superioridad numérica. De Boufflers dio a las 3 de la tarde la orden de que sus tropas se retiraran ordenadamente. 
Los aliados perdieron 25 000 hombres, lo que impidió que pudieran continuar guerreando. Puesto que los franceses sufrieron 11 000 bajas, puede afirmarse que Malplaquet fue una de las batallas más sangrientas de la guerra de sucesión española.